# Jałowiec
Jałowiec (Juniperus L.) – rodzaj roślin iglastych należący do rodziny cyprysowatych. Liczy ok. 50–71 gatunków. Rodzaj należy obok sosen do najbardziej rozpowszechnionych przedstawicieli iglastych na Ziemi. Występują w strefie klimatu umiarkowanego i subpolarnego na wszystkich kontynentach półkuli północnej, a także w górach w strefie międzyzwrotnikowej najdalej na południe sięgając do środkowej Afryki. W Polsce w warunkach naturalnych występują dwa gatunki. 
Wiele gatunków i ich odmian uprawianych jest jako rośliny ozdobne, przy czym szczególnie cenione są odmiany płożące i karłowe. Szyszkojagody jałowca pospolitego wykorzystywane są jako przyprawa. Jadalne są także szyszkojagody jałowca pestkowatego osiągające 2,5 cm średnicy. Cenione jest także drewno wielu gatunków. Środkowoazjatyckie gatunki znane są pod nazwą „arcza”, a budowane przez nie lasy to arczewniaki

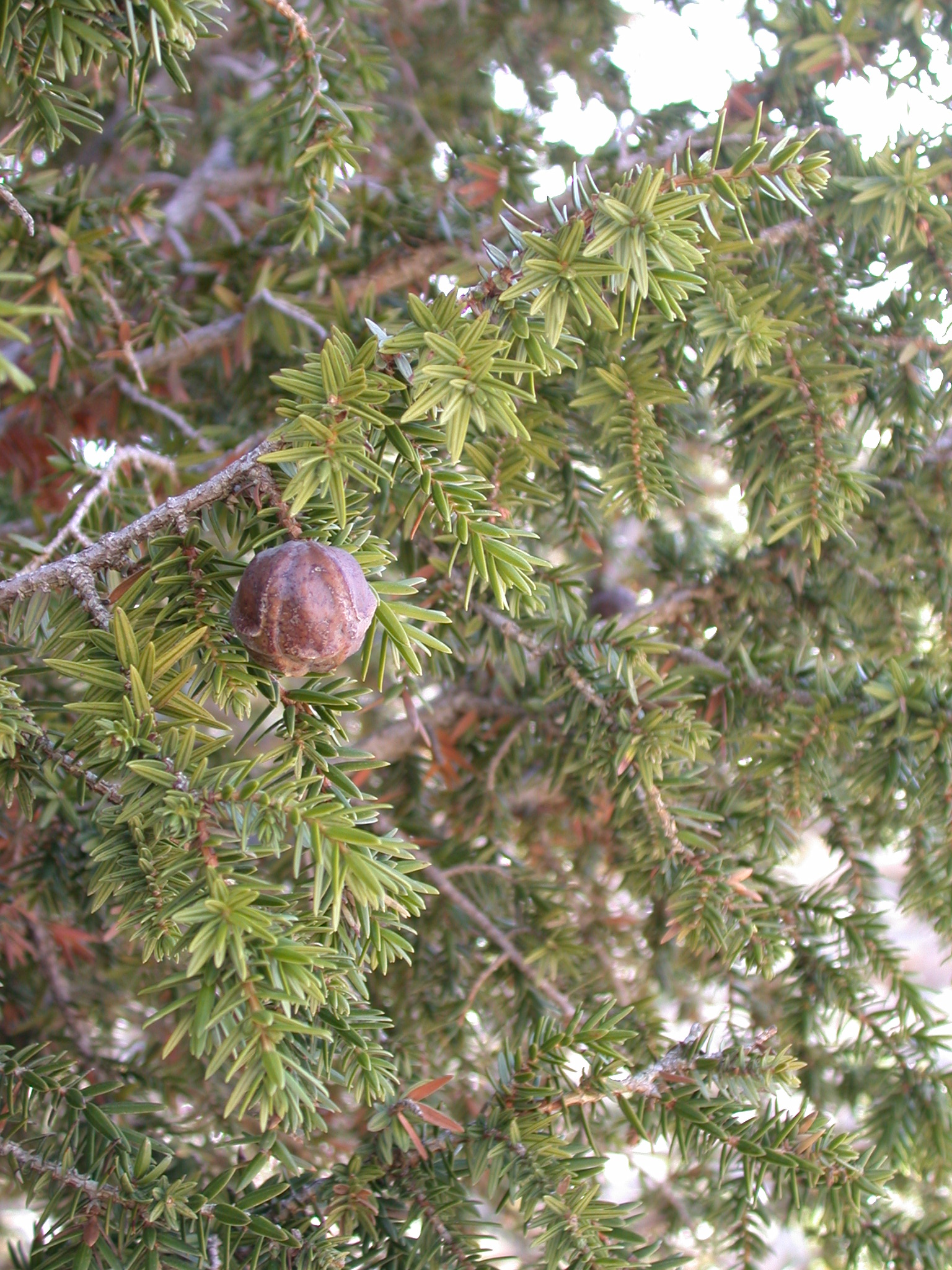
Juniperus drupacea

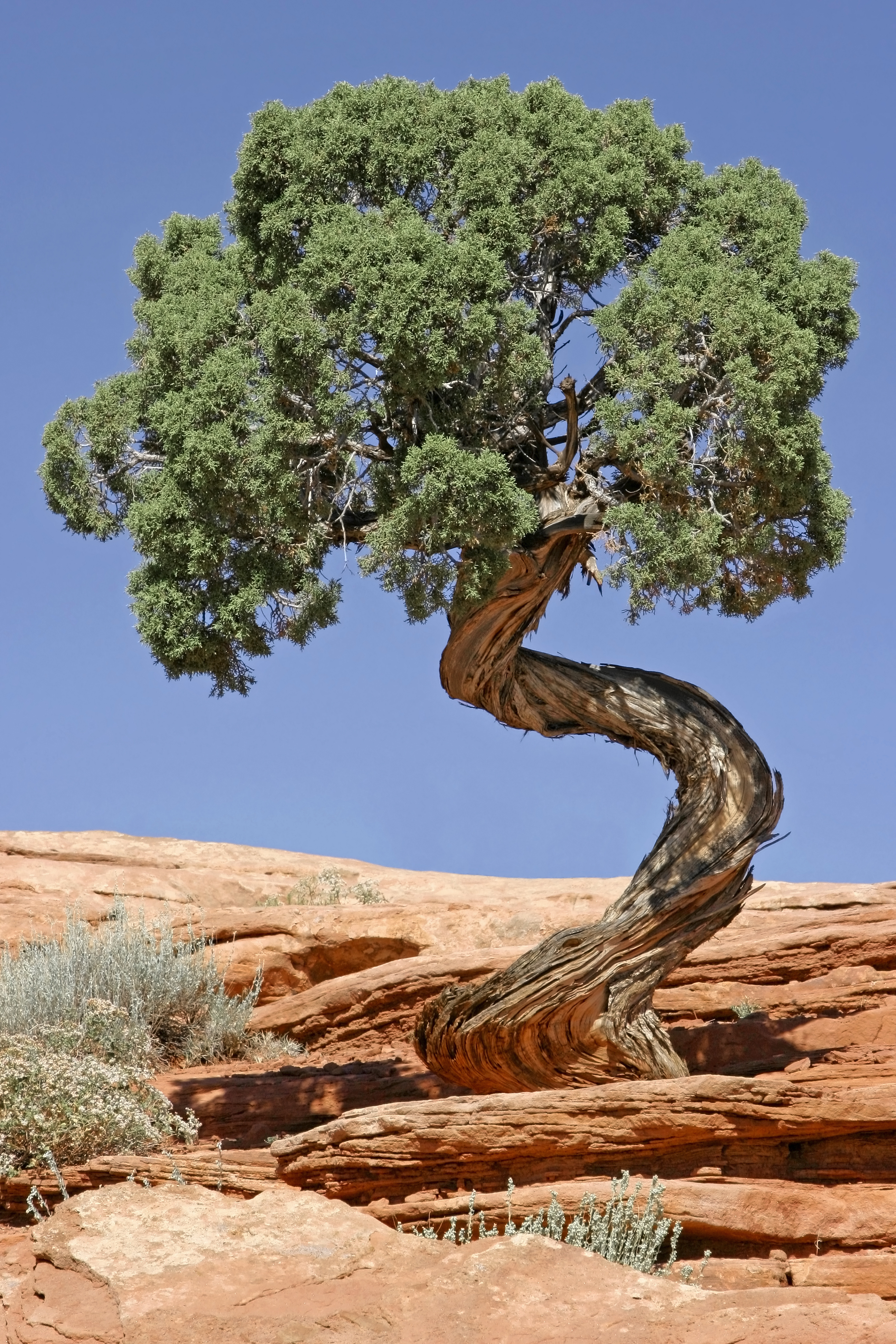
Juniperus osteosperma

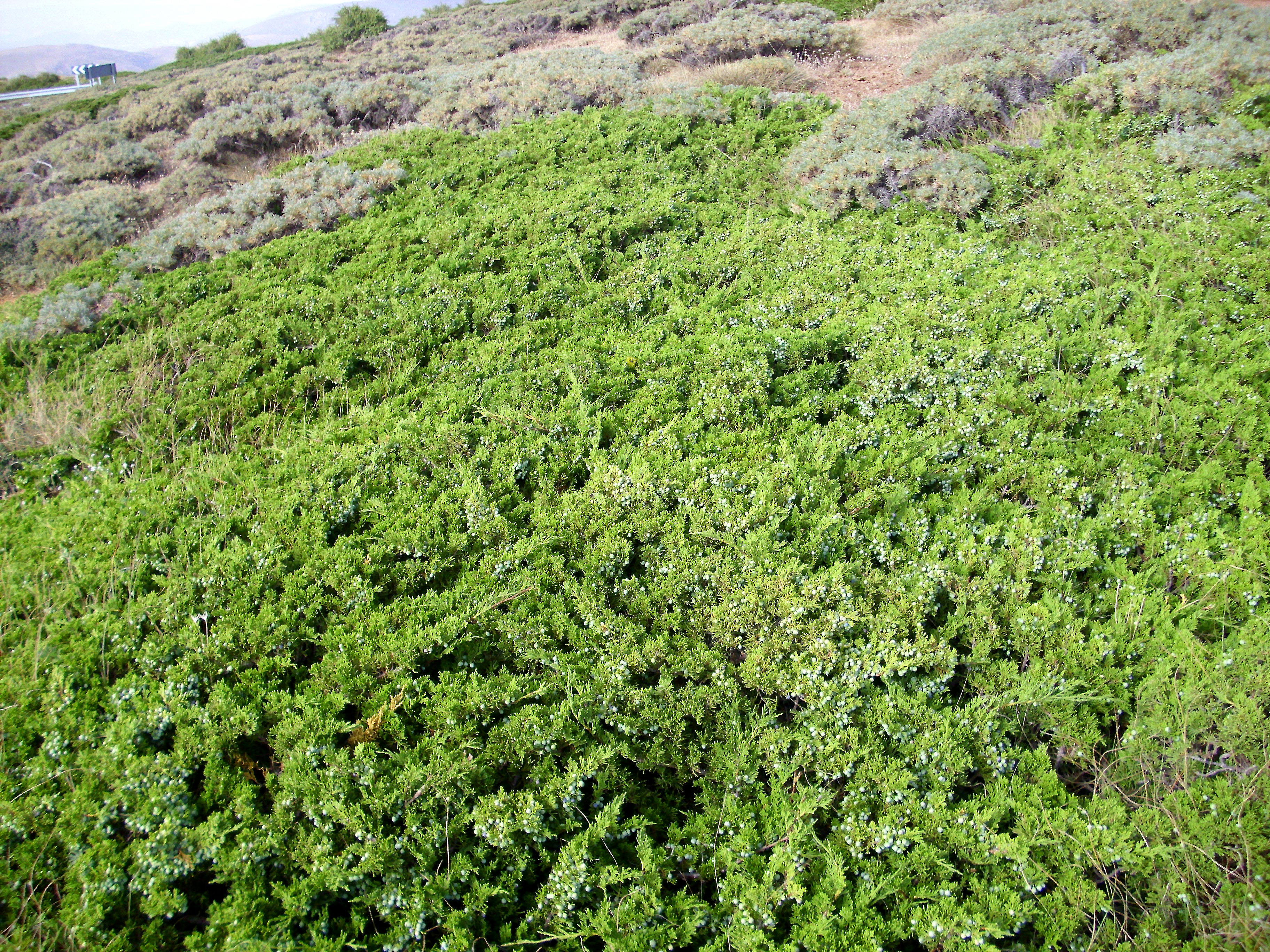
Jałowiec sabiński

## Morfologia
PokrójBardzo zróżnicowany – drzewa osiągające do 40 m wysokości (J. procera) i krzewy, w tym także rozesłane na podłożu (J. horizontalis). Kora cienka i łuszcząca się wąskimi pasmami.
LiścieIglaste i łuskowate ułożone parami nakrzyżlegle lub po 3 w okółkach. Igły są sztywne i kłujące, u przedstawicieli sekcji Juniperus i Caryocedrus występują wyłącznie na pędach. Drobne łuski obecne są w sekcji Sabina, w której igły pojawiają się tylko u osobników młodocianych.
Organy generatywneKwiaty są rozdzielnopłciowe, podczas gdy rośliny bywają dwupienne i jednopienne. Charakterystyczne dla rodzaju są szyszkojagody – twory powstające w wyniku wtórnego zrośnięcia makrosporofili, których jest od 3 do 8. Po dojrzeniu szyszkojagody są kulistawe, zwykle o średnicy do 1 cm (czasem jednak większe), od fioletowych do czarnych. na każdej łusce nasiennej powstaje od jednego do trzech nasion.

## Systematyka
Rodzaj z rodziny cyprysowatych blisko spokrewniony z takimi rodzajami jak cyprys (Cupressus), biota (Platycladus) i mikrobiota (Microbiota). Od pierwszych lat XXI wieku rodzaj poddawany jest wielu rewizjom taksonomicznym w związku z intensywnymi badaniami z użyciem metod molekularnych. Istotne wyniki dla systematyki tego rodzaju zawarte są w publikacji Mao i in. z 2010. Wynika z nich, że w obrębie rodzaju wyróżnić można 6 głównych kladów. Bazalną jest grupa, której najstarszy przedstawiciel – jałowiec pestkowaty (J. drupacea) wyodrębnił się ok. 20 milionów lat temu. Specjacja w obrębie pozostałej grupy, obejmującej m.in. jałowiec pospolity (J. communis) nastąpiła ok. 10 milionów lat temu. Wszystkie pozostałe 5 kladów odpowiada wyróżnianej tradycyjnie sekcji Sabina Spach 1841 (czasem podnoszonej do rangi odrębnego rodzaju – Sabina Miller 1754).
Gatunki dziko rosnące w Polsce
- jałowiec pospolity (Juniperus communis L.)
- jałowiec sabiński, j. sawina (Juniperus sabina L.)

Pozostałe gatunki
- Juniperus × ambigens (Fassett) R.P.Adams
- Juniperus angosturana R.P.Adams
- Juniperus arizonica (R.P.Adams) R.P.Adams
- Juniperus ashei J.Buchholz
- Juniperus barbadensis L.
- Juniperus bermudiana L. – jałowiec bermudzki(inne języki)
- Juniperus blancoi Martínez
- Juniperus brevifolia (Seub.) Antoine
- Juniperus californica Carrière
- Juniperus cedrus Webb & Berthel.
- Juniperus chinensis L. – jałowiec chiński
- Juniperus coahuilensis (Martínez) Gaussen ex R.P.Adams
- Juniperus comitana Martínez
- Juniperus compacta (Martínez) R.P.Adams
- Juniperus convallium Rehder & E.H.Wilson
- Juniperus coxii A.B.Jacks.
- Juniperus deltoides R.P.Adams
- Juniperus deppeana Steud. (syn. J. pachyphlaea Torr.) – jałowiec grubokory
- Juniperus drupacea Labill. – jałowiec pestkowaty
- Juniperus durangensis Martínez
- Juniperus erectopatens (W.C.Cheng & L.K.Fu) R.P.Adams
- Juniperus excelsa M.Bieb. – jałowiec grecki, j. wyniosły
- Juniperus × fassettii B.Boivin
- Juniperus flaccida Schltdl.
- Juniperus foetidissima Willd.
- Juniperus formosana Hayata
- Juniperus gracilior Pilg.
- Juniperus grandis R.P.Adams
- Juniperus horizontalis Moench – jałowiec płożący
- Juniperus indica Bertol.
- Juniperus jaliscana Martínez
- Juniperus jarkendensis Kom.
- Juniperus komarovii Florin
- Juniperus macrocarpa Sm.
- Juniperus maritima R.P.Adams
- Juniperus martinezii Pérez de la Rosa
- Juniperus × media Dmitr. – jałowiec pośredni
- Juniperus microsperma (W.C.Cheng & L.K.Fu) R.P.Adams
- Juniperus monosperma (Engelm.) Sarg.
- Juniperus monticola Martínez
- Juniperus morrisonicola Hayata
- Juniperus mucronata R.P.Adams
- Juniperus navicularis Gand.
- Juniperus occidentalis Hook. – jałowiec zachodni
- Juniperus osteosperma (Torr.) Little
- Juniperus oxycedrus L. – jałowiec kolczasty
- Juniperus × palanciana J.M.Aparicio & Uribe-Ech.
- Juniperus phoenicea L. – jałowiec fenicki
- Juniperus pinchotii Sudw.
- Juniperus pingii W.C.Cheng ex Ferré – jałowiec Pinga
- Juniperus poblana (Martínez) R.P.Adams
- Juniperus polycarpos K.Koch
- Juniperus procera Hochst. ex Endl.
- Juniperus procumbens (Siebold ex Endl.) Miq. – jałowiec rozesłany
- Juniperus przewalskii Kom.
- Juniperus pseudosabina Fisch. & C.A.Mey.
- Juniperus recurva Buch.-Ham. ex D.Don
- Juniperus rigida Siebold & Zucc. (syn. J. conferta Parl.) – jałowiec sztywny, j. nadbrzeżny
- Juniperus saltillensis M.T.Hall
- Juniperus saltuaria Rehder & E.H.Wilson
- Juniperus saxicola Britton & P.Wilson
- Juniperus scopulorum Sarg. – jałowiec skalny
- Juniperus semiglobosa Regel
- Juniperus squamata Buch.-Ham. ex D.Don – jałowiec łuskowaty
- Juniperus standleyi Steyerm.
- Juniperus taxifolia Hook. & Arn.
- Juniperus thurifera L.
- Juniperus tibetica Kom.
- Juniperus virginiana L. – jałowiec wirginijski